# Уллу-Тау
Уллу-тау (груз. ულუთაუ, карач.-балк. Уллу тау, уллу — большой, великий и тау — гора) — горный массив Центрального Кавказа. Высшая точка массива 4207 м. Первопрохождение вершины — Л. Ролестоун, Том Лонгстафф в 1903 году, по Западному гребню, сложность 2Б. Классический объект восхождений альпинистов. У подножия в ущелье Адыр-Су расположен альплагерь «Уллу-Тау».